# Merano Open 1999 - Qualificazioni doppio
Le qualificazioni del doppio  del Merano Open 1999 sono state un torneo di tennis preliminare per accedere alla fase finale della manifestazione. I vincitori dell'ultimo turno sono entrati di diritto nel tabellone principale. In caso di ritiro di uno o più giocatori aventi diritto a questi sono subentrati i lucky loser, ossia i giocatori che hanno perso nell'ultimo turno ma che avevano una classifica più alta rispetto agli altri partecipanti che avevano comunque perso nel turno finale.
Le qualificazioni del doppio del torneo Merano Open 1999 prevedevano 4 coppie partecipanti di cui una è entrata nel tabellone principale.

## Teste di serie
1. Salvador Navarro-Gutierrez /  Albert Portas (Qualificati)

1. Sasa Hirszon /  Dinu Pescariu (ultimo turno)

## Qualificati
1. Salvador Navarro-Gutierrez  /   Albert Portas

## Tabellone

### Legenda
| - Q = Qualificato - WC = Wild card - LL = Lucky loser | - ALT = Alternate - SE = Special Exempt - PR = Protected Ranking | - w/o = Walkover - r = Ritirato - d = Squalificato |

|  | Primo turno | Primo turno                              | Primo turno                              | Primo turno | Primo turno |  |  | Ultimo turno | Ultimo turno                             | Ultimo turno                             | Ultimo turno | Ultimo turno |  |
|  |             |                                          |                                          |             |             |  |  |              |                                          |                                          |              |              |  |
|  | 1           | Salvador Navarro-Gutierrez Albert Portas | Salvador Navarro-Gutierrez Albert Portas | 7           | 6           |  |  |              |                                          |                                          |              |              |  |
|  |             | Guillermo Cañas Marcelo Charpentier      | Guillermo Cañas Marcelo Charpentier      | 6           | 3           |  |  | 1            | Salvador Navarro-Gutierrez Albert Portas | Salvador Navarro-Gutierrez Albert Portas | 7            | 7            |  |
|  | 2           | Sasa Hirszon Dinu Pescariu               | 7                                        | 4           | 6           |  |  | 2            | Sasa Hirszon Dinu Pescariu               | Sasa Hirszon Dinu Pescariu               | 5            | 6            |  |
|  |             | Arnaud Di Pasquale Adrian Voinea         | 5                                        | 6           | 1           |  |  |              |                                          |                                          |              |              |  |